# Паїсій (Болгарія)
Паї́сій (болг. Паисий) — село у Великотирновській області Болгарії. Входить до складу общини Горішня Оряховиця.

## Населення
За даними перепису населення 2011 року у селі проживали 146 осіб.
Національний склад населення села:
| Національність   | Кількість осіб | Відсоток |
| ---------------- | -------------- | -------- |
| турки            | 73             | 53,3%    |
| болгари          | 60             | 43,8%    |
| цигани           | 0              | 0%       |
| Всього відповіли | 137            |          |

Розподіл населення за віком у 2011 році:
Динаміка населення: